# 寬字元
寬字元（Wide character）
是计算机抽象術語（没有规定具体实现细节），表示比1字节還寬的資料類型。不同於Unicode。

## Unicode
ISO/IEC 10646:2003 Unicode 4.0 指出：
"The width of wchar_t is compiler-specific and can be as small as 8 bits. Consequently, programs that need to be portable across any C or C++ compiler should not use wchar_t for storing Unicode text. The wchar_t type is intended for storing compiler-defined wide characters, which may be Unicode characters in some compilers." 翻译：「wchar_t的寬度屬於編譯器的特性，且可以小到8位元。所以程式若需要跨過所有C和C++ 編譯器的可攜性，就不應使用wchar_t儲存Unicode文字。wchar_t類型是為儲存編譯器定義的寬字元，在部分編譯器中，其可以是Unicode字元。」
"ANSI/ISO C leaves the semantics of the wide character set to the specific implementation but requires that the characters from the portable C execution set correspond to their wide character equivalents by zero extension."

## 操作系统
对于Windows API及Visual Studio编译器，wchar_t是16位元寬。由于不能在单个wchar_t字元中，支援系統所有可表示的字元（即UTF-16小尾字元），因而破壞了ANSI/ISO C標準。 
在類Unix系統中，wchar_t是32位元寬。单个wchar_t字元可表示任意UTF-32大尾字元。

## 程序设计语言

### C/C++
wchar_t在ANSI/ISO C中是一個資料類型。某些其它的程式語言也用它來表示寬字元。在ANSI C程式庫表頭檔中，<wchar.h>和<wctype.h>處理寬字元。
最初，C90语言标准定义了类型wchar_t：
"an integral type whose range of values can represent distinct codes for all members of the largest extended character set specified among the supported locales" (ISO 9899:1990 §4.1.5)
C语言与C++语言于2011年发布的各自语言标准中引入了固定大小的字符类型char16_t与char32_t。wchar_t仍保持由编译器实现定义其细节。 

### Python
Python语言使用wchar_t作为字符类型Py_UNICODE的基础。它依赖于该系统是否 wchar_t“兼容于被选择的Python Unicode编译版本”。

## 宽窄转换
任何非宽字符的字符集，无论是单字节字符集（SBCS），还是（可变长）多字节字符集（MBCS），都称作窄字符集（narrow character set）。
宽字符集的一个用途，是作为任意两个窄字符集相互转换的中间表示。
宽字符集与窄字符集的转换，有多种方法。

### 使用Windows API
例如：
```
// we want to convert an MBCS string in lpszA  

int
 
nLen
 
=
 
MultiByteToWideChar
(
CP_ACP
,

    
0
,

    
lpszA
,
 
-1
,

    
NULL
,

    
NULL
);

LPWSTR
 
lpszW
 
=
 
new
 
WCHAR
[
nLen
];
  

MultiByteToWideChar
(
CP_ACP
,

    
0
,
   

    
lpszA
,
 
-1
,

    
lpszW
,

    
nLen
);

// use it to call OLE here  

pI
->
SomeFunctionThatNeedsUnicode
(
lpszW
);

// free the string  

delete
[]
 
lpszW
;

```

### 使用ATL 3.0的字符串转换宏
在Microsoft的atlconv.h中，定义了四个宏：
- A2CW ：     (LPCSTR) -> (LPCWSTR)
- A2W  ：   (LPCSTR) -> (LPWSTR)
- W2CA ：    (LPCWSTR) -> (LPCSTR)
- W2A  ：   (LPCWSTR) -> (LPSTR)

使用前需要先用宏定义中间辅助变量：
```
USES_CONVERSION;
```

上述四个宏的转化过程为：对输入字符串，按照2比1计算宽窄字符串长度关系；然后在运行栈上分配出空间，调用ATLW2AHELPER或ATLA2WHELPER帮助函数完成转换。优点是代码退出当前程序块，栈上的空间被自动回收。缺点是宽窄字符2比1的大小关系，仅适用于单字节字符集。
另外，需要注意不要在大量循环结构中使用转换宏，这会导致快速耗用栈空间。可以把转换宏写到一个小函数中。

### 使用ATL 7.0的字符串转换类与宏
字符串转换类（模板）的格式为：
```
 C SourceType 2[ C]DestinationType[ EX]
```

其中SourceType与DestinationType可以是A、W、T、OLE（等价于W）。中间可选的C表示结果为const。EX表示缓冲区存放的字符数由模板参数指定。
缺省的静态缓冲区大小为128个字符。可以指定带EX后缀的模板的参数，以节约空间。可以使用第二个参数指定窄字符的locale。如果运行栈的剩余空间不够用，自动在堆上分配空间，并在超出了该变量的作用域是自动释放堆上的空间。不需要使用USES_CONVERSION宏。注意作为局部对象，如果是无名的临时实例，表达式结束时该变量将自动析构，事后再引用该实例所含的结果字符串将无效。

### 使用_bstr_t类
适用于Microsoft开发平台。示例：
```
#include
 
<comutil.h>

#pragma comment(lib, "comsuppw.lib")

 

std
::
string
 
ws2s
(
const
 
std
::
wstring
&
 
ws
)

{

    
_bstr_t
 
t
 
=
 
ws
.
c_str
();

    
char
*
 
pchar
 
=
 
(
char
*
)
t
;

    
std
::
string
 
result
 
=
 
pchar
;

    
return
 
result
;

}

```

### C语言标准库函数mbstowcs()和wcstombs()
定义于stdlib.h。需要预先分配目标缓冲区。